# Kostel svatého Martina (Žimutice)
Kostel svatého Martina v Žimuticích v okrese České Budějovice je kulturní památka a farní kostel římskokatolické farnosti Žimutice.

## Historie kostela
Plebánie v Žimuticích je poprvé písemně doložena v roce 1261. Kostel byl zbudován na přelomu 13. a 14. století v raně gotickém stylu. V roce 1365 je jako patron kostela uváděn Bohuslav z Kněžeklad. Přibík ze Žimutic věnoval v roce 1406 kostelu oltář sv. Bonifáce. V roce 1441 je zmiňován oltář se zobrazením legendy o umučení deseti tisíce rytířů na hoře Ararat. V baroku byl kostel přestavěn. V letech 1995–96 byl opraven.

## Popis kostela
Stavba kostela je orientovaná. Chrámová loď má plochý, dřevěný, malovaný strop. Západní portál lodi je raně gotický. Na severní stěně lodi jsou gotické nástěnné malby. Pětiboce uzavřený presbytář má křížovou klenbu se žebry, zvenčí má tři opěráky. Sakristie, která je u severní strany presbytáře, má sklípkovou klenbu z přelomu 15. a 16. století. Barokní věž kostela je hranolová, zakončená helmicí; je předsazena před západní průčelí kostela. Kostel je obehnaný ohradní (hradební) zdí, která má barokní bránu a výklenkovou kapli se sochou svatého Jana Nepomuckého, pocházející z 18. století.

## Zařízení kostela
Hlavní oltář ze začátku 17. století je barokní, portálový, oltářní obraz svatého Martina je novější. Boční oltáře jsou z 3. čtvrtletí 18. století, oltář Panny Marie má umělecky hodnotnou sochu Madony, na oltáři svatého Linharta je oltářní obraz ze začátku 19. století. Význačnou uměleckou památkou je pozdně gotická křtitelnice s reliéfní výzdobou. V kostele jsou dva pozdně renesanční náhrobní kameny rodu Čejkovských z Čejkov (sídlili ve Štipoklasech) z roku 1602.